# Nansenhjelpen
La Nansenhjelpen (« aide Nansen », dont le nom officiel est Nansen Hjelp, aussi appelée Nansen Relief en anglais et Nansenhilfe en allemand) est une association humanitaire norvégienne fondée en 1936 par Odd Nansen pour offrir un asile sûr et une assistance en Norvège aux réfugiés juifs vivant dans les secteurs d'Europe sous domination nazie. Officiellement dissoute en 1945, l'association n'a plus mené d'opération après fin 1942, lorsque tous les Juifs de Norvège sont déportés ou assassinés ou ont fui vers la Suède.

## Fondation
Même si quelques personnalités norvégiennes s'efforcent de secourir les Juifs des persécutions nazies en Europe, les associations humanitaires du pays se concentrent principalement sur les réfugiés politiques. Un enseignant d'allemand à l'université d'Oslo, Fredrik Paasche, ainsi que  Christian Lange et Halvdan Koht (en), invitent Odd Nansen (fils du prix Nobel de la paix Fridtjof Nansen) à prêter son concours à la formation d'un organisme visant à secourir les Juifs.
Dès l'origine, l'association possède un effectif modeste : Tove Filseth en est la secrétaire à plein temps, Sigrid Helliesen Lund fait partie des directeurs et agit sur le terrain ; la direction se compose aussi de Fredrik Winsnes, de Georg Morgenstierne et d'Edgar Schieldrop. L'association a grand besoin de fonds : le gouvernement norvégien exige des dépôts d'argent pour accepter des réfugiés, afin qu'ils ne soient pas à la charge de l'État, et refuse d'accorder des permis de travail. Nansen et Paasche s'efforcent d'obtenir des fonds, se heurtant à la fois aux difficultés de la Grande Dépression et aux sentiments antisémites.

## Campagne à Prague
En janvier 1939, Nansen charge Tove Filseth et Kari Nansen (sa propre épouse) d'ouvrir un bureau à Prague. Elles sont accompagnées du directeur norvégien des services des passeports, Leif Ragnvald Konstad, afin qu'il prépare des visas d'entrée pour le nombre précis de réfugiés que l'association peut parrainer compte tenu de ses fonds. Nansen se rend à son tour à Prague et n'a aucune peine à remplir le quota de réfugiés correspondant aux fonds disponibles tout en nouant le contact avec d'autres associations philanthropiques.
En mars 1939, les trois Norvégiens se rendent à Bratislava, où ils sont appelés à cause des attaques antisémites régnant en Slovaquie aux mains de la garde Hlinka. Nansen se rend ensuite à Vienne, assistant pendant son trajet aux persécutions systématiques contre les Juifs. L'association Nansenhjelpen participe aux efforts pour évacuer des réfugiés.

## Activités en Norvège
À son retour en Norvège, Nansen sollicite des personnalités politiques nationales pour obtenir un soutien financier en faveur des réfugiés. Pour débloquer ces fonds, Nansen parvient à convaincre le parlement norvégien de se montrer favorable à son projet humanitaire.

## Sauvetage d'enfants
L'organisation lance son dernier projet : évacuer des enfants juifs repérés à Bratislava, à Prague et à Brno. Après avoir obtenu leurs visas de sortie, l'association les rassemble à Berlin où les jeunes prennent le train vers la Norvège via la Suède.

## Éclatement de la Seconde Guerre mondiale en Norvège
Le 9 avril 1940, la Norvège est envahie puis occupée par le Troisième Reich et les opérations pour transférer des réfugiés prennent fin. Les directeurs de l'association tournent leurs efforts vers le soutien aux réfugiés déjà présents sur place, soit plus de 500 personnes. Odd Nansen est arrêté par en Norvège par la Gestapo le 23 janvier 1942. Il est détenu à l'immeuble de Møllergata 19 (en), puis au camp de concentration de Grini avant d'être emmené à Oranienbourg-Sachsenhausen, dont il est libéré en mai 1945.